# Maisabé
María Isabel Ramírez (n. Avellaneda, Buenos Aires; 1943), más conocida con el apodo artístico de Maisabé, es una conductora, actriz, docente, doblajista, locutora y periodista argentina.

## Carrera
Estudió de niña la Escuela Nacional de Comercio N.º 1 de Avellaneda, trabajó como oficinista. En 1965 se gradúa  en el ISER (Instituto Superior de Enseñanza Radiofónica) como locutora nacional y comienza a trabajar en programas de radio y tv desde muy joven. 
A mediados de 1967 trabajó junto a un gran elenco, en los que se encontraban: Annamaría Muchnik, Petrona C. de Gandulfo, Canela, los doctores  Florencio Escardó y Alberto Cormillot, Guillermo Lázaro, Geno Díaz, entre muchos otros, del mítico ciclo Buenas tardes, mucho gusto que se emitía por Canal 13.
Desde 1970 hasta 1974 cocondujo el recordado ciclo musical Música en Libertad junto a Leonardo Simons, donde aparecen figuras de la talla de  María Esther Lovero, Silvana Di Lorenzo, Héctor Santos, Horacio Ortíz, Christian Andrade y Raúl Padovani. Posteriormente conduce Música para ver. En radio conduce el programa La gallina verde.
Además es una gran doblajista de voz de películas y comerciales, voz institucional del sistema de intercomunicación corporativo de Siemens, trabajo realizado en San Francisco, Los Ángeles, EE. UU. Intervino como doblajista en el personaje de La Concejal, en la película: Los Increíbles de la Empresa Walt Disney.
Hizo varios comerciales para televisión como los del vino Montefiore Custodiado, Tienda Inglesa, productos Liliana y Braun, Suave Star, Té La Virginia, Knitax, Salchichas Vieníssima, Garbarino, Siam, y las gaseosas Pritty e Indian Tonic Cunnington, etc.
Estuvo casada con el escritor, pintor, comediante, guionista y músico Geno Díaz hasta su desaparición física en 1986.

## Filmografía
Como doblajista:
- 2004: Los Increíbles.

## Televisión
- 1983: Badía y Compañía, por Canal 13
- 1973: Música para ver, contratada por la empresa de Discos C.B.S. Conducido por Canal 13.
- 1970/1974: Música en Libertad, por Canal 9 junto a Leonardo Simons
- 1969: Presentación diaria de la programación de Canal 7 durante un año bajo la dirección de Enrique Alejandro Mancini.
- 1968: Buenos días, mucho gusto, junto a G.Lázaro y Geno Díaz
- 1967: Buenas tardes, mucho gusto, con producción de Pedro Muchnik.
- 1960: Compre la orquesta (Canal 13), Coconducción junto a Guillermo Lázaro.

- 1966/1967: Cuatro hombres para Eva, protagonizada por Rodolfo Bebán, Jorge Barreiro, José María Langlais y Eduardo Rudy.

## Radio
- Locutora en Radio Splendid en el programa Club de familia de Lidia Durán en 1966.
- Conducción del programa  La Gallina Verde junto al locutor Jorge Vaccari durante varios años, primero en Radio Continental y luego en Radio Belgrano, junto a Kive Staiff, Horacio de Dios, Eduardo Lorenzo Borocotó, Ulises Barrera, María Elena Walsh, Haydeé Padilla, Félix Luna, entre otros
- Coconducción junto a Miguel Ángel Merellano de Las 12 horas de la radio.
- Conducción en distintas radios de programas como Eveready, Salimos, Aerolíneas Argentinas, Pop Music Pond's, Danalak, Heladeras Siam, La hora de Knitax, entre otros
- Junto a Nora Perlé y auspiciado por Coca-Cola, conducción del programa Dos mujeres para despertarlo, por Radio Concordia, Pcia. De Entre Ríos.
- Temporadas veraniegas en: LU9 Radio Mar del Plata junto a Cacho Fontana; Radio Pinamar junto a Juan Alberto Badía
- Ciclos compartidos en Bs. As. junto a : Juan Carlos Mareco, Cordialmente en Radio Mitre, Alberto Cormillot en Radio América, Héctor Larrea en Radio Rivadavia, Antonio Carrizo en Radio Nacional, en esta última desempeñando cargos de conducción y coconducción durante 6 años en programas como: Panorama Nacional de la mañana con Jorge "Chacho" Marchetti, Música Clásica y cultura, FM Folclore y Tangos en Nacional
- Numerosas conducciones de espectáculos folclóricos en distintos puntos del país
- Conductora del ciclo Estación Tango en el 2000.
- Conductora de Solo Inolvidables, ciclo donde repasaban los mejores éxitos latinos de las décadas del 60, 70 y 80.